# Romoaldo Braschi-Onesti

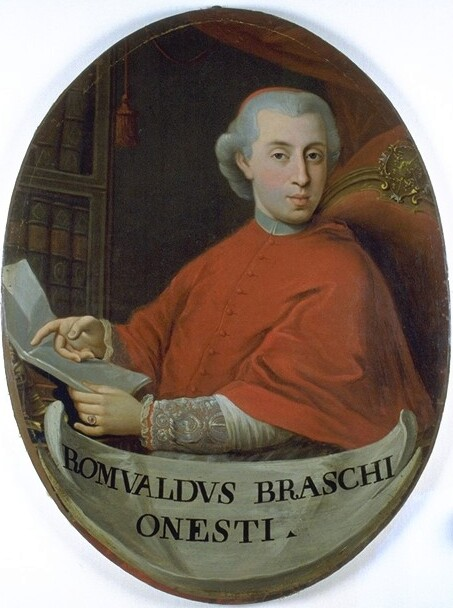
Kardinal Braschi-Onesti

Romoaldo Braschi-Onesti (* 19. Juli 1753 in Cesena, Italien; † 30. April 1817 in Rom) war ein Kardinal der Römischen Kirche.

## Leben
Romoaldo Braschi, Neffe von Papst Pius VI., wurde von diesem 1778 als Apostolischer Legat an den französischen Königshof in Versailles entsandt. König Ludwig XVI. berief ihn zum Abt der im Bistum Meaux gelegenen Abtei Chaage. 
Pius VI. kreierte ihn im Konsistorium vom 18. Dezember 1786 zum Kardinal und ernannte ihn am 29. Januar 1787 zum Kardinaldiakon von S. Nicola in Carcere. Trotz seiner Verwandtschaft zum Papst gewann er keinen politischen Einfluss, auch weil er selbst nicht danach strebte. Nachdem er am 2. April 1800 als Titeldiakonie S. Maria ad Martyres erhalten hatte, wurde er am 30. Oktober 1800 Camerlengo der Hl. Römischen Kirche, was er bis zum 10. November 1801 blieb. Kardinal Braschi war von diesem Amt nach einem Konflikt mit Kardinalstaatssekretär Ercole Consalvi, der sich für die Einführung eines Freihandels im Kirchenstaat ausgesprochen hatte, zurückgetreten. 1804 reiste er mit anderen Kardinälen und Pius VII. zur Kaiserkrönung Napoleon Bonapartes nach Paris, er wirkte als Diakon bei der Zeremonie mit. Seit dem 24. Juli 1807 wirkte er als Präsident der Kongregation für die Petersbasilika.
Kardinal Braschi-Onesti war Ehren- und Devotions-Großkreuz-Bailli des Souveränen Malteserordens und von 1784 bis 1817 Großprior des Großpriorates von Rom des Malteserordens.
Er nahm am Konklave 1799–1800 teil, das Papst Pius VII. erwählte.
Sein Bruder Luigi Braschi-Onesti, der zum Herzog von Nemi erhoben wurde, erbaute mit päpstlichem Geld den Palazzo Braschi in Rom.